# Willy Kernen
Willy Kernen (* 6. August 1929; † 12. November 2009) war ein Schweizer Fussballspieler und Fussballtrainer. Er spielte auf der Position des Verteidigers von 1939 bis 1962 beim FC La Chaux-de-Fonds. 1954 und 1955 gewann er mit den Neuenburgern die Schweizer Fussballmeisterschaft. 1948, 1951, 1954, 1955, 1957 und 1961 wurde er mit La Chaux-de-Fonds Schweizer Cupsieger.

## Laufbahn
Bereits mit 16 Jahren hatte der Läufer und Riegelback zusammen mit dem gleichaltrigen Charles "Kiki" Antenen seinen Einstand im Fanion-Team von La Chaux-de-Fonds gegeben. Der spätere langjährige Captain wurde in seiner langen Karriere nie verwarnt und auch nie vom Platz gestellt. Geführt vom Tschechoslowaken Georges Sobotka gehörte "Pioncet" Kernen in den Jahren 1954 und 1955 den zwei Doublesiegerteams der Jurassier an. Bei den ersten zwei Cupsiegen 1948 und 1951 fungierte Sobotka noch als Spielertrainer. Leistungsstarke Mitspieler waren in der grossen Zeit des FC die Mannschaftskameraden Olivier Eggimann, Raymond Morand, Gilbert Fesselet, Marcel Mauron, Bernard Coutaz, Tony Ruesch und der herausragende Offensivakteur Charles Antenen. La Chaux-de-Fonds wurde in der Erfolgsära von 1948 bis 1961–1961 wurde mit Spielertrainer Kurt Sommerlatt der sechste Cupsieg gefeiert – zugeschrieben, dass sie Spielintelligenz und Spielkraft, Technik und Härte, Weitblick und Subtilität kombinieren würden. Im Gegensatz zu Karl Rappans Riegel-Taktik bevorzugte Sobotka das in England durch Arsenal und Herbert Chapman berühmt gewordene WM-System. In seiner letzten Meisterschaftsrunde 1961/62 belegte er mit seinem Club den dritten Rang und Roberto Frigerio erzielte 22 Tore. Während der Folgesaison bekleidete Kernen das Traineramt bei La Chaux-de-Fonds und belegte mit der Mannschaft den dritten Tabellenplatz in der Nationalliga A. Von 1963 bis 1966 war er Trainer des FC Le Locle und führte den Verein in die Nationalliga B.
Für die Schweizer Fussballnationalmannschaft stand er in 41 Länderspielen im Einsatz und schoss ein Tor. Sein Debüt in der "Nati" hatte er am 15. Oktober 1950 in Basel beim Länderspiel gegen die Niederlande. Bei der Fussball-Weltmeisterschaft 1950 in Brasilien hatte er dem Kader angehört, war aber nicht zum Einsatz gekommen. Als Deutschland am 22. November 1950 in Stuttgart das erste Länderspiel nach dem Zweiten Weltkrieg austrug, gehörte Kernen dem Team der Eidgenossen an. Er nahm auch an den Weltmeisterschaften 1954 und 1962 teil, kam aber 1962 in Chile in der Endrunde nicht mehr zum Einsatz. Als Stammspieler der WM-Tage 1954 – er bestritt die zwei erfolgreichen Spiele gegen Italien und war aktiv bei der 0:2-Niederlage gegen England – spielte er auch bei der Hitzeschlacht von Lausanne, als die Schweiz mit 5:7 gegen Österreich verlor. Besondere Spiele waren sein Mitwirken bei den Erfolgen am 21. November 1956 in Frankfurt beim 3:1-Erfolg gegen den amtierenden Weltmeister Deutschland und am 12. Oktober 1960 in Basel beim 6:2-Sieg gegen Frankreich als Sturmkollege Seppe Hügi fünf Tore glückten. Sein letzter Einsatz in der Nationalmannschaft stellt das WM-Qualifikationsspiel am 20. November 1960 in Brüssel (4:2-Sieg) gegen Belgien dar.
Im Alter von 35 Jahren drückte Kernen nochmals die Schulbank und wurde Lehrer. Zuvor hatte er das Cafe "Fair-Play" in der Uhrenmetropole geführt.